# Aleksandr Žuravlëv
Aleksandr Nikiforovič Žuravlëv (in russo Александр Никифорович Журавлёв?, in ucraino Олександр Никифорович Журавльов?, Oleksandr Nykyforovyč Žuravl'ov; Vorošilovgrad, 1º settembre 1945) è un allenatore di calcio ed ex calciatore sovietico, dal 1991 ucraino, di ruolo difensore.

## Carriera

### Club
Tranne un breve periodo in prestito ha giocato solo con lo Zorja.

### Nazionale
Conta 3 presenze con la Nazionale sovietica.

## Palmarès

### Giocatore

#### Competizioni nazionali
- Campionato sovietico: 1

Zorya: 1972